# جورج داهل
جورج داهل (بالإنجليزية: George Dahl)‏ هو مهندس معماري أمريكي، ولد في 11 مايو 1894 في منيابولس في الولايات المتحدة، وتوفي في 18 يوليو 1987 في دالاس في الولايات المتحدة.